# Anomala pallens
Anomala pallens är en skalbaggsart som beskrevs av Medvedev 1949. Anomala pallens ingår i släktet Anomala och familjen Rutelidae. Inga underarter finns listade i Catalogue of Life.